# Jumbo Water Tower
Jumbo Water Tower je vodárenská věž u Balkerne Gate v Colchesteru v hrabství Essex. Věž byla přezdívána posměšným výrazem Jumbo podle slona z londýnské zoo, který jí dal v roce 1882 reverend John Irvin, kterému vadilo, že věž zastiňuje jeho nedalekou faru v St Mary at the Walls.
Věž byla v roce 1971 byla zapsána na seznam kulturního dědictví Anglie a je na stupni II*.

## Historie
Vodárenská věž byla postavena pro zásobování Colchesteru pitnou vodou a pro potřebu hašení požáru. Věž pro gravitační zásobování vodou navrhl Charles Clegg (asi 1855–1904), městský zeměměřič a inženýr. Stavba byla po dvaceti měsících výstavby ukončena v roce 1882 a otevřena 27. září 1883. Po zemětřesení se v roce 1888 objevily v konstrukci praskliny a proto byla zpevněna stahovacími tyčemi. V roce 1895 byla instalována nová čerpadla a potrubí, takže vodárenská věž moha město zásobovat vodou po celý den (do té doby jen šest hodin denně). V roce 1894 a 1908 byly kolem nádrže postaveny kovové lávky. V roce 1948 byla vyměněna původní střecha za střechu pokrytou měděným plechem.
V roce 1974 vlastnila vodárenskou věž společnost Anglian Water. V roce 1984 byla věž vyřazena z provozu a v roce 1987 byla prodána. V roce 2007 byla část střechy poškozena silným větrem. V roce 2014 věž odkoupil Paul Flatman, který ji v roce 2021 pronajal na 150 let společnosti North Essex Heritage.

## Popis
Věž je postavena na čtvercovém půdorysu a byla vystavěna v novorománském stylu. Zděnou část, která dosahuje výšky 27 m, tvoří čtyři rohové pilíře s rozšířenými členěnými patkami a nárožními pilastry s profilovanými hlavicemi. Pilíře jsou propojeny vysokými oblouky s profilovaným architrávem, nad nimiž jsou dvě řady konzol. Středovou cihlovou šachtou vede k nádrži potrubí a ozdobné litinové točité schodiště. Na žulovém věnci je umístěna nádrž sestavena ze sešroubovaných litinových plátů. Stavbu završuje jehlanová střecha pokrytá měděným plechem a je zakončena lucernou s větrnou korouhví ve tvaru slona. Do středového pilíře je prolomen obloukový vstup s profilovaným terakotovým ostěním. Nad vstupem je terakotová deska s nápisem: WATER TOWER 1882.

### Data
- Celková výška stavby: 40,1 m,
- výška zděné části: 27 m,
- půdorys: 17,5 × 17,5 m,
- objem nádrže: 1 004 666 l[4] (1069 m³)[6],
- počet schodů: 157,
- spotřeba: 450 t cementu, 369 t kamene, 142 t železa, 1,25 miliónů červených cihel
- stavitel věže: firma Henry Everett & Son,
- konstrukce nádrže: firma A.G. Mumford,
- původní rozpočet: 6 700 £,
- celkový skutečný rozpočet: 11 138 £